# Piar (Bolívar)
Piar è un comune del Venezuela situato nello stato del Bolívar.
Il capoluogo del comune è la città di Upata.